# 2148 Epeios
2148 Epeios este un asteroid descoperit pe 24 octombrie 1976 de Richard West.